# Ennearthron ondreji
Ennearthron ondreji is een keversoort uit de familie houtzwamkevers (Ciidae). De wetenschappelijke naam van de soort werd in 1919 gepubliceerd door Jan Roubal.